# Heini Dittmar
Heini Dittmar (ur. 30 marca 1911 w Bad Kissingen, zginął 28 kwietnia 1960 w Mülheim an der Ruhr) – niemiecki pilot szybowcowy i doświadczalny, konstruktor lotniczy. Jako pierwszy na świecie 2 października 1941, na samolocie Messerschmitt Me 163, przekroczył prędkość 1000 km/h, osiągając 1003,67 km/h.
W latach 30. XX w. ustanowił wiele szybowcowych rekordów świata i Niemiec. 17 lutego 1934, w Brazylii, na szybowcu „Condor” osiągnął rekordowy pułap 4325 m. 27 lipca 1934 ustanowił rekord zasięgu, przelatując 375 km. W 1937, na szybowcu „Fafnir II”, został pierwszym szybowcowym mistrzem świata.
Otrzymał honorowy tytuł kapitana lotnictwa. Po wybuchu II wojny światowej został wcielony do Luftwaffe jako pilot doświadczalny. W 1941 oblatał Me 163, na którym 2 października 1941 przekroczył szybkość 1000 km/h (1003,67 km/h). W październiku 1942 doznał poważnych obrażeń kręgosłupa w wypadku Me 163. Po leczeniu powrócił do służby i 6 lipca 1944 na Messerschmitt Me 163BV18 Komet uzyskał szybkość 1130 km/h.
Po zakończeniu wojny podjął współpracę z wytwórnią lotniczą „Möve”. Konstruował szybowce „Condor” i samoloty DH 53 Möve, DH 153, DH 156 Motor Möve. Zginął w katastrofie podczas lotu testowego DH 156.